# 루카구
루카구(Luuka)는 우간다의 구로 행정 중심지는 루카이며 면적은 650.1km2, 인구는 260,900명(2012년 기준)이다. 행정 구역상으로는 동부 주에 속한다. 북쪽으로는 부옌데 구, 북동쪽으로는 칼리로 구, 남동쪽으로는 이강가 구, 남쪽으로는 마유게 구, 남서쪽으로는 진자 구, 북서쪽으로는 카물리 구와 접한다.

## 같이 보기
- 우간다의 행정 구역